# Norfolk (Connecticut)
Norfolk és una població dels Estats Units a l'estat de Connecticut. Segons el cens del 2005 tenia 1.676 habitants.

## Demografia
Segons el cens del 2000, Norfolk tenia 1.660 habitants, 676 habitatges, i 461 famílies. La densitat de població era de 14,1 habitants/km².
Dels 676 habitatges en un 28% hi vivien nens de menys de 18 anys, en un 58,3% hi vivien parelles casades, en un 6,5% dones solteres, i en un 31,7% no eren unitats familiars. En el 24,6% dels habitatges hi vivien persones soles el 10,4% de les quals corresponia a persones de 65 anys o més que vivien soles. El nombre mitjà de persones vivint en cada habitatge era de 2,44 i el nombre mitjà de persones que vivien en cada família era de 2,92.
Per edats la població es repartia de la següent manera: un 23,7% tenia menys de 18 anys, un 4,3% entre 18 i 24, un 29,2% entre 25 i 44, un 29% de 45 a 60 i un 13,8% 65 anys o més.
L'edat mediana era de 41 anys. Per cada 100 dones de 18 o més anys hi havia 97 homes.
La renda mediana per habitatge era de 58.906 $ i la renda mediana per família de 67.500 $. Els homes tenien una renda mediana de 41.654 $ mentre que les dones 36.442 $. La renda per capita de la població era de 34.020 $. Aproximadament l'1,8% de les famílies i el 4,1% de la població estaven per davall del llindar de pobresa.